# 魯濱遜 (伊利諾伊州)
羅賓遜（英語：Robinson）是一個位於美國伊利諾伊州克勞福德縣的城市。根據2010年美國人口普查，該地人口為7713人，而該地的面積約為12.43平方千米。同時該地也是克勞福德縣的縣治。

## 地理
羅賓遜的座標為39°00′22″N 87°44′20″W / 39.00611°N 87.73889°W，而該地的平均海拔高度為162米（即531英尺）。